# Brad Benavides

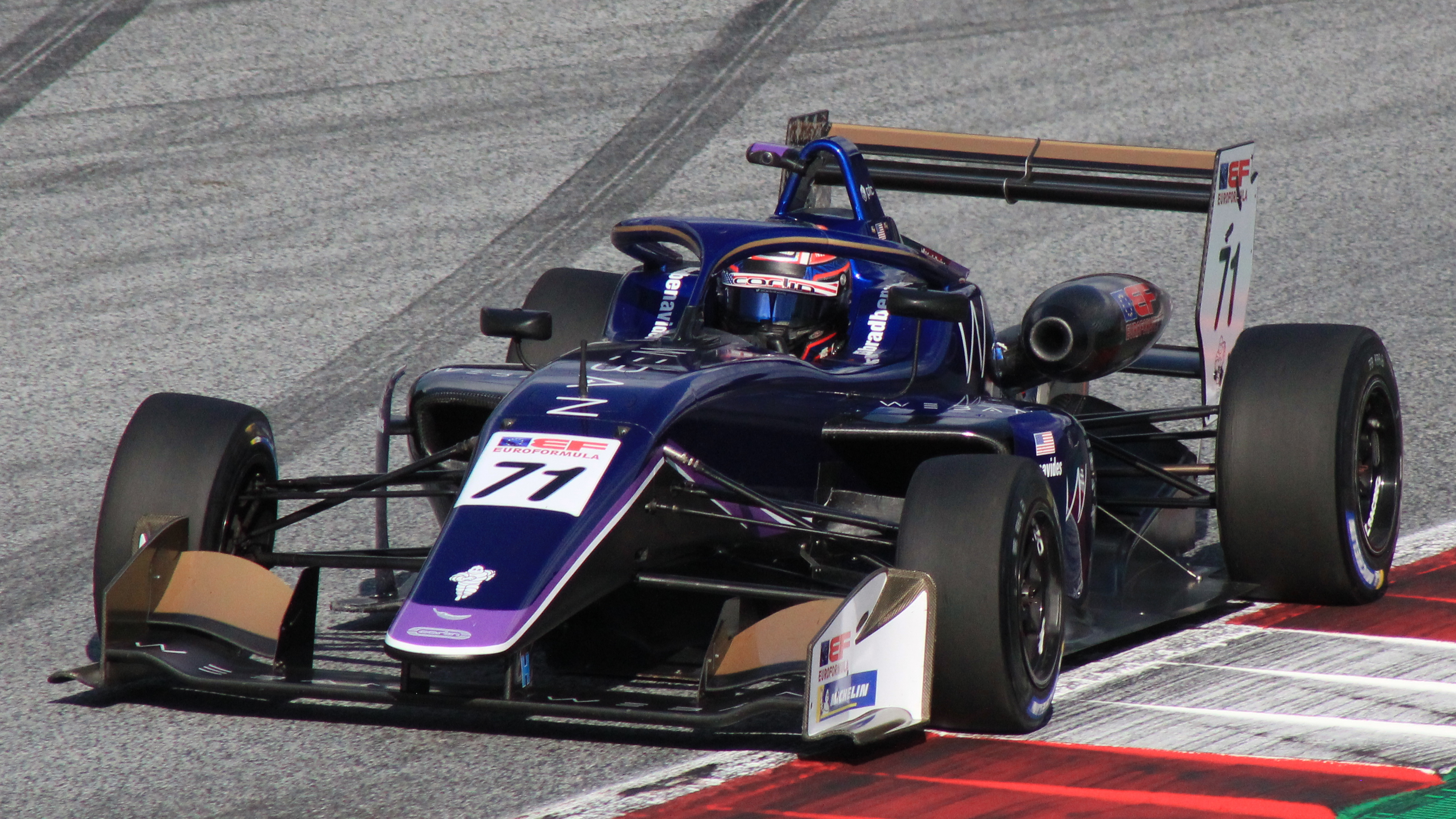
Brad Benavides op de Red Bull Ring in 2021

Brad Domenico Benavides Agredo (Florida, 20 juli 2001) is een Amerikaans-Spaans-Guatemalteeks autocoureur.

## Carrière
Benavides begon zijn autosportcarrière in het karting in 2017. Dat jaar werd hij negende in de KZ2-klasse van de WSK Final Cup. In 2018 werd hij vierde in de WSK Champions Cup, voordat hij in het volgende jaar de X30 Shifter-klasse van de IAME Winter Cup won. Twee jaar later werd hij elfde in de KZ-categorie van het Spaans kartkampioenschap met twee zeges.
Aan het eind van 2018 debuteerde Benavides in het formuleracing in de Euroformula Open, waarin hij als gastcoureur deelnam aan het laatste raceweekend op het Circuit de Barcelona-Catalunya voor Campos Racing. Hij eindigde de races als negende en dertiende. In 2019 kwam hij uit in de Eurocup Formule Renault 2.0 voor het team FA Racing, eigendom van Formule 1-coureur Fernando Alonso. Hij kende een lastig seizoen met een dertiende plaats op het Circuit Spa-Francorchamps als beste resultaat en hij miste de laatste twee raceweekenden. Hij eindigde puntloos op plaats 23 in het kampioenschap.
In 2020 reed Benavides geen races, maar in 2021 keerde hij terug in het formuleracing in het Formula Regional European Championship, waarin hij uitkwam voor DR Formula RP Motorsport. Hij reed enkel in de eerste vijf raceweekenden, waarin een twaalfde plaats in Barcelona zijn beste klassering was. Hij scoorde geen punten en eindigde op plaats 26 in het klassement. Hierna stapte hij over naar de Euroformula Open, waarin hij voor Carlin Motorsport in de laatste drie raceweekenden uitkwam. Hij behaalde zijn beste resultaat met een zesde plaats in Barcelona en kwam in acht van de negen races tot scoren. Met 39 punten werd hij dertiende in de eindstand.
In 2022 debuteerde Benavides in het FIA Formule 3-kampioenschap, waarin hij zijn samenwerking met Carlin voortzette. Hij kende een moeilijk seizoen, waarin hij enkel tot scoren kwam met een achtste plaats op Spa-Francorchamps. Met 3 punten eindigde hij op plaats 23 in het klassement.
In 2023 begon Benavides het seizoen in het Formula Regional Middle East Championship bij het team Hyderabad Blackbirds by MP Motorsport. Twee tiende plaatsen op het Kuwait Motor Town en het Yas Marina Circuit waren zijn beste resultaten, waardoor hij met 2 punten op plaats 29 in het kampioenschap eindigde. Vervolgens debuteerde hij in de Formule 2 bij het team PHM Racing by Charouz. Ook hier kwam hij tijdens de races niet verder dan een tiende plaats, die hij eenmaal behaalde op het Baku City Circuit. Voorafgaand aan het weekend op Spa werd hij vervangen door Josh Mason. Hij eindigde puntloos op plaats 22 in het kampioenschap.
In 2024 stapte Benavides over naar de Euroformula Open, waarin hij voor het Team Motopark uitkwam. Hij kende een sterk jaar met negen overwinningen: twee op Spa-Francorchamps en een elk op het Autódromo Internacional do Algarve, de Hockenheimring Baden-Württemberg, de Hungaroring, het Circuit Paul Ricard, de Red Bull Ring, Barcelona en het Autodromo Nazionale Monza. Hiernaast stond hij nog tien keer op het podium. Met 431 punten werd hij voorafgaand aan het laatste raceweekend gekroond tot kampioen in de klasse.
Begin 2025 nam Benavides deel aan een Indy NXT-test voor het team HMD Motorsports op de Sebring International Raceway, maar hij ging uiteindelijk niet in dit kampioenschap racen. Uiteindelijk keerde hij terug naar de FIA Formule 3, waar hij voor het team AIX Racing vanaf het derde raceweekend op het Autodromo Internazionale Enzo e Dino Ferrari als vervanger van Freddie Slater aantrad.